# Kreis Aschersleben
| Kreis Aschersleben                                         | Kreis Aschersleben                                        |
| ---------------------------------------------------------- | --------------------------------------------------------- |
| Wappen des Landkreises Aschersleben                        |                                                           |
| Bezirk der DDR                                             | Halle                                                     |
| Kreisstadt                                                 | Aschersleben                                              |
| Fläche                                                     | 383 km² (1989)                                            |
| Einwohner                                                  | 64.829 (1989)                                             |
| Bevölkerungsdichte                                         | 169 Einwohner/km² (1989)                                  |
| Kfz-Kennzeichen                                            | K und V (1953–1990) KB und VB (1974–1990) ASL (1991–1994) |
|                                                            |                                                           |
| Der Kreis Aschersleben im Bezirk Halle (anklickbare Karte) |                                                           |

Der Kreis Aschersleben (Ausspracheⓘ) war ein Landkreis im Bezirk Halle der DDR. Von 1990 bis 1994 bestand er als Landkreis Aschersleben im Land Sachsen-Anhalt fort. Sein Gebiet liegt heute in den Landkreisen Harz und Salzlandkreis in Sachsen-Anhalt. Der Sitz der Kreisverwaltung befand sich in Aschersleben.

## Geographie

### Lage
Der Kreis Aschersleben lag im nordöstlichen Harzvorland und wurde von der Selke und der Wipper durchflossen.

### Gemeinden
Am 30. Juni 1994, unmittelbar vor seiner Auflösung, bestand der Kreis aus folgenden 26 Gemeinden:
- Aschersleben, Stadt
- Cochstedt, Stadt
- Drohndorf
- Ermsleben, Stadt
- Friedrichsaue
- Frose
- Gatersleben
- Giersleben
- Groß Schierstedt
- Hausneindorf
- Hedersleben
- Heteborn
- Hoym, Stadt
- Klein Schierstedt
- Mehringen
- Meisdorf
- Nachterstedt
- Neu Königsaue
- Radisleben
- Reinstedt
- Schackenthal
- Schadeleben
- Wedderstedt
- Westdorf
- Wilsleben
- Winningen

Groß Schierstedt und Klein Schierstedt bildeten bis zum 1. Januar 1957 die Gemeinde Schierstedt.

### Nachbarkreise
Der Kreis Aschersleben grenzte im Uhrzeigersinn im Norden beginnend an die Kreise Staßfurt, Bernburg, Hettstedt, Quedlinburg, Halberstadt und Oschersleben.

## Geschichte
Am 25. Juli 1952 kam es in der DDR zu einer umfangreichen Verwaltungsreform, bei der unter anderem die Länder der DDR ihre Bedeutung verloren und neue Bezirke eingerichtet wurden. Aus Teilen der damaligen Landkreise Bernburg und Quedlinburg wurde der neue Kreis Aschersleben mit Sitz in Aschersleben gebildet. Der Kreis wurde dem neugebildeten Bezirk Halle zugeordnet.
Am 17. Mai 1990 wurde der Kreis in Landkreis Aschersleben umbenannt. Anlässlich der Wiedervereinigung der beiden deutschen Staaten wurde der Landkreis Aschersleben im Oktober 1990 dem wiedergegründeten Land Sachsen-Anhalt zugesprochen. Bei der ersten Kreisreform in Sachsen-Anhalt ging er am 1. Juli 1994 in den Landkreisen Aschersleben-Staßfurt und Quedlinburg auf.

### Einwohnerentwicklung
| Jahr      | 1960   | 1971   | 1981   | 1989   |
| Einwohner | 76.692 | 73.506 | 67.672 | 64.829 |

## Politik

### Landräte
- 1990–1992: Walter Rothe
- 1992–1994: Thomas Leimbach

### Wappen
| | Blasonierung: „Geviert, belegt mit einem Herzschild; Feld 1: neunmal Schwarz über Gold geteilt, Feld 2: in Silber ein roter goldbewehrter Adler, die Sachsen mit goldenen Kleestengeln belegt, Feld 3: in Silber ein schreitender schwarzer Bär auf roter schwarz gefugter schrägrechts aufsteigender Zinnenmauer mit offenem Tor, Feld 4: gespalten von Silber und Rot, der Herzschild 12fach von Schwarz und Silber geschacht.“ |
| Wappenbegründung: Das Kreiswappen nimmt heraldische Symbole historischer Landeswappen auf. Der Herzschild symbolisiert die Grafschaft Aschersleben, die neunmalige Teilung Anhalt-Ballenstedt, der Bär Anhalt-Bernburg. Das von Silber und Rot gespaltene Feld bezieht sich auf das Fürstentum Halberstadt. Der brandenburgische Adler soll den Übergang der ehemals Halberstädter Gebietsteile 1650 an Brandenburg darstellen. Das Wappen wurde am 24. Juni 1992 durch das Ministerium des Innern genehmigt. | |

## Wirtschaft
Wichtige Betriebe waren unter anderem:
- VEB Kali- und Steinsalzbetrieb „Saale“ Aschersleben-Schierstedt
- VEB Werkzeugmaschinen Fabrik Aschersleben (WEMA)
- VEB Karosseriewerk Aschersleben
- VEB Optima Aschersleben (Verpackungsmittel)
- VEB Förderausrüstungen Aschersleben
- VEB Geologische Bohrungen Aschersleben
- VEB Rohrleitungsbau Aschersleben
- VEB Geflügelwirtschaft Aschersleben
- VEB Kindermoden Aschersleben
- VEB Wolldeckenfabrik Aschersleben
- VEB Leichtmetallwerk Nachterstedt
- VEB Rohrwerk Cochstedt
- VEB Baumaschinen Gatersleben
- VEB Tonfunk Ermsleben

## Verkehr
Die F 6 von Wernigerode über Aschersleben nach Leipzig und die F 185 von Harzgerode über Aschersleben nach Dessau dienten dem überregionalen Straßenverkehr.
In das Eisenbahnnetz der DDR war der Kreis mit den Strecken Halle–Aschersleben–Halberstadt, Frose–Quedlinburg und Aschersleben–Köthen–Dessau eingebunden.

## Kfz-Kennzeichen
Den Kraftfahrzeugen (mit Ausnahme der Motorräder) und Anhängern wurden von etwa 1974 bis Ende 1990 dreibuchstabige Unterscheidungszeichen, die mit den Buchstabenpaaren KB und VB begannen, zugewiesen. Die letzte für Motorräder genutzte Kennzeichenserie war VF 00-01 bis VF 99-99.
Anfang 1991 erhielt der Landkreis das Unterscheidungszeichen ASL.